# نجيب متري الصليبي
نجيب متري إلياس الصليبي (1870 - 1935) طبيب وإنثوغراف لبناني، اشتهر بدراساته عن المورو وثقافتهم بالإضافة إلى علم الأنساب للمسلمين في الفلبين. ولد في بلدة سوق الغرب ونشأ بها وفي الشوير. درس بالكلية السورية الإنجيلية في بيروت، ونال شهادتها العلمية. عمل مدرّسًا مدة ثم أستاذًا حتى سافر إلى الولايات المتحدة وأتم دروسه الطبية هناك. وصل إلى مانيلا عام 1900 كجزء من رحلة استكشافية خلال الحرب الفليبينية الأمريكية. سافر أيضًا إلى الصين والولايات المتحدة ومصر وسوريا ولبنان من 1919 إلى 1920. وخلال هذا الوقت، كتب معجم آثاره عن المورو. شغل عدة مناصب في جامعة الفلبين، والمستشفى الجامعي الجديد ومكتب العلوم حتى توفي في باغويو عن 65 عامًا.

## سيرته
ولد نجيب بن متري بن إلياس الصليبي سنة 1870 في بلدة سوق الغرب، من أسرة حورانية عرفت بفرعين الصليبي وصليبا، ونشأ بها. ولما بلغ السابعة من العمر انتقل والده إلى الشوير، وتلقى بها دروسه الابتدائية والثانوية. ثم التحق بالكلية السورية الإنجيلية في بيروت، ونال شهادتها العلمية. 

اشتغل بالتدريس في مدرسة صيدا الأميركية، ثم أستاذًا في الدائرة الاستعدادية في الجامعة والتحق بالدائرة الطبية، ولكنه سافر إلى الولايات المتحدة وأتم دروسه الطبية في إحدى جامعاتها، ونال شهادتها. 

ثم اشتهر في الجراحة بسبب عملية جراحية صعبة نجح فيها، وعيّنته الحكومة الأميركية سنة 1900 رئيس أطباء الجيش أثناء الحرب الفليبينية الأمريكية، وحاز رتبًا عسكريًا عالية. ثم أسندت إليه مناصب علمية وسياسية، وعيّن ناظرًا لمدارس المورو، وعضوًا في أكاديمية الفلبين، وعضوًا في مجلس الفلبين التشريعي. وتجول كثيرًا في جزائر الفلبين،‌ باحقًا منقبًا، إلى أن أحاط بتاريخ قبائل المورو ومعرفة أسباب أمراضها وطريقة مكافحتها. 

اشتهر أيضًا بمقدرته في الرياضيات، وكان له مقدرة كبيرة في حل المعادلات الجبرية ولا سيما معادلة الأبالسة السود والزرق. ومن تلامذته في الرياضيات هو فارس الخوري. 

استقال من خدمة الحكومة الأميركية سنة 1909، فاشتغل بالطب والجراحة في مستشفاه الخاص حتى توفي سنة 1935 في باغويو. 

## آثاره
- كتاب قراءة لغة الصولو، وهو أول كتاب ألف بحروف عربية طبع بالإنجليزية سنة 1905
- تاريخ المورو، بالإنجليزية
- محاضرة في سكان الفلبين
- تاريخ الصولو
- كتاب تعلم القراءة العربية، بالإنجليزية
- الحقائق الجلية في تاريخ العشيرة الصليبية

## وصلات خارجية
- نجيب الصليبي على موقع أرشيف الشارخ.